# HMAS Gloria
HMAS „Gloria” – okręt pomocniczy należący do Royal Australian Navy w okresie II wojny światowej.

## Historia
Lugier „Gloria” został zarekwirowany 18 lutego 1942 i od 11 sierpnia 1942 był używany jako okręt patrolowy z załogą należącą do Naval Auxiliary Patrol.  Pojemność brutto okrętu wynosiła 18 GT.
Okręt został przejęty przez RAN 15 października 1943, 23 lutego 1944 został odkupiony od poprzedniego właściciela, a po zakończeniu wojny został sprzedany 31 stycznia 1946.